# Червоне сонце (фільм)
«Червоне сонце» (фр. Soleil rouge, англ. Red Sun, італ. Sole rosso) — спагеті-вестерн 1971 року режисера Теренса Янга. У ролях Чарльз Бронсон, Міфуне Тосіро, Ален Делон, Урсула Андресс та інші. Фільм був знятий за сценарієм Денна Барта Петтклерка, Вільяма Робертса та Лоуренса Романа, за сюжетом Леїрда Кьоніга. Прем'єра у США 9 червня 1972 року.

## Сюжет
1871 рік. Японський самурай Курода Дзюба (Міфуне Тосіро) у складі дипломатичної місії, очолюваної правителем японської провінції Бідзен, прибуває на західне узбережжя США. Посол везе у подарунок американському президенту від свого імператора цінний церемоніальний меч — таті, інкрустований чистим золотом. По дорозі на поїзд робить напад банда, очолювана Гошем (Ален Делон). Крім грошей, Гош забирає і меч. Голова японської місії дає наказ Куроді протягом 7 днів повернути реліквію.
Курода спільно з колишнім бандитом Лінком Стюартом (Чарльз Бронсон), «кинутим» Гошем після вдалого пограбування поїзда, відправляються шукати останнього. Якщо самурай не встигне знайти його до певного терміну, йому доведеться зробити харакірі. На початку своєї місії він мав намір відразу ж убити Гоша, але йому довелося дати слово, що у Лінка буде день на те, щоб змусити того показати йому місце схованки з грошима, з якого Лінку належить частина награбованого.
Коли Курода і Лінк добираються до обумовленого місця зустрічі з Гошем, їм доводиться разом відбиватись від нападу індіанців-команчів. Після всіх сутичок Курода по знаку Лінка намагається вбити вже пораненого в руку Гоша, але той швидко розгортається та стріляє в самурая. Побачивши це, Лінк моментально вирішує помститися за друга та вбиває Гоша.
Пообіцявши вмираючому Куроді, що поверне меч послу, він відвозить подружку Гоша, Крістіну (Урсула Андресс), яка послужила для Гоша приманкою. Після того, як він відвіз її назад в будинок розпусти, Лінк під'їжджає до поїзда, на якому, як і було домовлено, їде посол, щоб дізнатися, як закінчилась місія. Останній кадр фільму — золотий меч-таті висить на телеграфних проводах перед поїздом, яскраво виблискуючи в променях полуденного сонця…

## У ролях
- Чарльз Бронсон — Лінк Стюарт
- Урсула Андресса — Крістіна
- Міфуне Тосіро — Курода Дзюба
- Ален Делон — Гош
- Капучіне — Пепіта
- Барта Баррі — Пако
- Гвідо Лоллогрігіда (у титрах Лі Бертон) — Мейс
- Ентоні Доусон — Хайатт
- Джанні Медічі (у титрах Джон Гамільтон) — Мігель
- Жорж Лікан (у титрах Джордж В. Лікан) — шериф Стоун
- Люк Меренда — Чато
- Тецу Накамура — посол Японії
- Моніка Рандалл — Марія
- Хосе Нієто — вбитий фермер
- Хуліо Пенья — Пеппе
- Рікардо Паласіос — Пого

## Цікаві факти
Проєкт з Міфуне Тосіро був оголошений у 1968 році. З першу у фільмі мав з'явитись Клінт Іствуд, але він був замінений на Чарльза Бронсона.
Бронсон в цей час був надзвичайно популярним у Японії, в результаті «Червоне солнце» встановив рекорд відвідуваності кінотеатрів у Токіо, протримавшись рекордні 35 тижнів на першому місці за кількістю глядачів.
Чарльз Бронсон знявся у стрічці «Чудова сімка» - американському рімейку японського фільму "Семи самураїв", в якому знімався Міфуне Тосіро. Кінорежисер Джон Лендіс зіграв епізодичну роль підручного, вбитого персонажем Міфуне, але не був вказаний у титрах.
Урсула Андресс та Ентоні Доусон вже працювали разом із режисером Теренсом Янгом у першій стрічці про Джеймса Бонда «Доктор Ноу»